# Journal of Thermal Biology
Journal of Thermal Biology is een internationaal, aan collegiale toetsing onderworpen wetenschappelijk tijdschrift op het gebied van de
biologie.
De naam wordt in literatuurverwijzingen meestal afgekort tot J. Therm. Biol. Het is opgericht in 1975 en verschijnt tweemaandelijks.